# جیمز وورکمن
جیمز وورکمن (انگلیسی: James Workman; ۳۰ آوریل ۱۹۰۸ – ۱۵ اکتبر ۱۹۸۳) قایقران روئینگ اهل ایالات متحده آمریکا بود.